# Argh!
Argh! en Aargh! zijn esoterische programmeertalen.
Zowel Argh! als Aargh! heeft een tweedimensionale lay-out. In beide programmeertalen mag een regel 80 tekens breed zijn. In Argh! heeft de programmeur 40 regels tot zijn beschikking. In Aargh! is er geen restrictie op het aantal te gebruiken kolommen. Elke cel in het zo verkregen rooster is een opdracht of een waarde. Er zijn 27 gedocumenteerde opdrachten.
Het volgende programma toont "Hallo, Wikipedia!":
```
j       Wikipedia!
lpppppppPPPPPPPPPPq
 Hallo, 
```

Uitleg bij het bovenstaande programma: De uitvoering begint met de j linksbovenaan. Dit geeft aan dat de richting van uitvoering naar beneden is. De volgende opdracht is dus de l. Dit zorgt ervoor dat de richting van uitvoering naar rechts gaat. Elke p geeft aan dat de waarde onder deze opdracht getoond moet worden; elke P zorgt ervoor dat de waarde die daar boven staat getoond wordt. Ten slotte komen we bij de q die het einde van het programma aangeeft.
Een programma dat een waarde probeert uit te voeren die geen commando is of die buiten het rooster komt, eindigt met de standaardfoutmelding: Argh! of Aargh!
Aargh! is verder een manier waarop de uitroep van onmacht in boeken en strips wordt weergegeven.
Een andere esoterische programmeertaal, een die meer minimalistisch van aard is maar daardoor niet minder ontoegankelijk, is Brainfuck.